# 努斯拉特·贾汉·拉菲谋杀案
努斯拉特·贾汉·拉菲是孟加拉国一名19岁的女学生，她因向当局检举其所就读学校校长性骚扰而遭支持校长的同校同学谋杀。

## 案件经过
努斯拉特·贾汉·拉菲出生于孟加拉国的小镇费尼（Feni），就读于当地的一所伊斯兰学校。2019年3月27日，该学校校长将拉菲叫至自己的办公室，以不恰当的方式多次触碰她。感觉被性骚扰的拉菲在家人的陪同下前往当地警局进行检举，但当地警方不仅没有对她提供保护，反而有警察用手机对她进行视频拍摄。随后校长被拘捕，但是当地部分人士在该校两名男生的组织下对校长被捕表达了抗议，并责怪拉菲的检举行为；据称，当地一些政界人士也参与其中。4月6日，拉菲前往学校参与期末考试的时候，支持校长的同学将她围堵，并要求她撤诉。在遭到拉菲拒绝后，他们将她带至教学楼楼顶。这些人朝拉菲身上泼洒煤油并点火焚烧拉菲的身体，导致拉菲全身80%面积严重烧伤。受限于当地医院的条件，她被迫转院；在转院的救护车上，由于担心自己可能无法获救，拉菲通过她哥哥的手机录制了一段声明。4月10日，努斯拉特·贾汉·拉菲因为伤重，被宣告不治。

## 案件结果
截至4月19日，孟加拉国警方已经逮捕了17名涉案人员，其中1人表示本起事件是受校长授意而行动。在逮捕的人员中，警方相信有7人与谋杀案直接有关；而有2人则是因为组织抗议声援活动被捕。
此外，校长至今仍在羁押中。拍摄拉菲视频的警官被调离工作岗位。
孟加拉国总理谢赫·哈西娜表示，“没有任何罪犯可以免于法律惩治。”
2019年10月24日，孟加拉国一家法院宣判包括肇事校长和2名政客在内的16名嫌疑犯死刑。